# (5808) Babelʹ
(5808) Babelʹ ist ein Asteroid des Hauptgürtels, der am 27. August 1987 von der ukrainischen Astronomin Ljudmyla Karatschkina an der Zweigstelle Nautschnyj des Krim-Observatorium (IAU-Code 095) etwa 30 km von Simferopol entfernt entdeckt wurde.
Der Asteroid gehört zur Eos-Familie, einer Gruppe von Asteroiden, welche typischerweise große Halbachsen von 2,95 bis 3,1 AE aufweisen, nach innen begrenzt von der Kirkwoodlücke der 7:3-Resonanz mit Jupiter, sowie Bahnneigungen zwischen 8° und 12°. Die Gruppe ist nach dem Asteroiden (221) Eos benannt. Es wird vermutet, dass die Familie vor mehr als einer Milliarde Jahren durch eine Kollision entstanden ist.
Der Himmelskörper wurde 1994 anlässlich seines 100. Geburtstags nach dem sowjetischen Journalisten und Schriftsteller Isaak Emmanuilowitsch Babelʹ (1894–1940) benannt, dessen bekanntestes Werk der 1926 veröffentlichte Erzählband Die Reiterarmee ist und der später den stalinistischen Säuberungen zum Opfer fiel. 